# Simon van Velthooven
Simon van Velthooven, né le 8 décembre 1988 à Palmerston North, est un coureur cycliste et marin néo-zélandais. Il compte une médaille de bronze olympique sur le keirin en 2012 et trois médailles mondiales sur le kilomètre entre 2012 et 2014. Reconverti dans la voile, il a notamment remporté la Coupe de l'America avec le syndicat Emirates Team New Zealand en 2021.

## Biographie

### Cyclisme
En 2005, Simon van Velthooven est champion d'Océanie sur piste juniors (moins de 19 ans) avec Edward Dawkins et Elijah May. L'année suivante, toujours chez les juniors, il est champion néo-zélandais de vitesse, deuxième du kilomètre et troisième du scratch.
Durant le printemps 2009, il est invité à participer aux compétitions de keirin au Japon. En 2010, il remporte la médaille de bronze du keirin aux Jeux du Commonwealth à Delhi. En 2011, il gagne trois médailles d'or aux championnats d'Océanie, en vitesse par équipes (avec Sam Webster et Ethan Mitchell), sur le keirin et le kilomètre. Aux Jeux olympiques de 2012 à Londres, il se classe troisième ex æquo place du keirin le Néerlandais Teun Mulder.
En 2013, il est vice-champion du monde du kilomètre à Minsk, battu pour 6 dixièmes par François Pervis. L'année suivante, il remporte la médaille de bronze dans la même discipline aux mondiaux de Cali. Il est également médaillé d'argent du kilomètre aux Jeux du Commonwealth de 2014.
En 2016, il est sacré champion de Nouvelle-Zélande du kilomètre. Après l'été 2016, il arrête sa carrière sur piste.

### Régate
En 2017, il participe à la victoire de la Coupe de l'America, au sein de l'Emirates Team New Zealand, où il est chargé avec trois autres wincheurs de pédaler à bord du voilier pour produire de l'énergie nécessaire aux réglages des foils, de l'aile et des safrans.
En 2021, il fait partie en tant que wincheur de l'équipe Emirates Team New Zealand  qui participe à la 36e Coupe de l'America et remporte la course le 17 mars.

## Palmarès en cyclisme sur piste

### Jeux olympiques
- Londres 2012
  -  Médaillé de bronze du keirin
  - 5e de la vitesse par équipes

### Championnats du monde
- Pruszków 2009
  - Premier tour du keirin
- Copenhague 2010
  - 9e du keirin
- Apeldoorn 2011
  - 13e du keirin
- Melbourne 2012
  -  Médaillé de bronze du kilomètre
  - Finaliste du keirin (déclassé « pour être entré dans le couloir des sprinters alors que son adversaire s'y trouvait déjà »[7])
- Minsk 2013
  -  Médaillé d'argent du kilomètre
  - 8e de la vitesse individuelle
  - 12e du keirin
- Cali 2014
  -  Médaillé de bronze du kilomètre
  - Disqualifié au deuxième tour du keirin
- Saint-Quentin-en-Yvelines 2015
  - 9e du kilomètre

### Coupe du monde
- 2010-2011
  - 1er du keirin à Pékin
  - 3e du kilomètre à Pékin
- 2011-2012
  - 2e du kilomètre à Cali
  - 3e du kilomètre à Londres
  - 3e de la vitesse par équipes à Pékin

### Jeux du Commonwealth
- Dehli 2010
  -  Médaillé du bronze du keirin
- Glasgow 2014
  -  Médaillé d'argent du kilomètre

### Championnats d'Océanie
| Édition / Épreuve | Kilomètre | Keirin | Vitesse par équipes                         |
| 2008              |           |        | Argent                                      |
| 2009              |           | Bronze | Or (avec Edward Dawkins et Andrew Williams) |
| 2010              |           | Argent |                                             |
| 2011              | Or        | Or     | Or (avec Sam Webster et Ethan Mitchell)     |
| 2013              | Or        |        |                                             |
| 2015              | Argent    | Argent |                                             |

### Jeux d'Océanie juniors
- 2005
  -  Médaillé d'or de la vitesse par équipes (avec Edward Dawkins et Elijah May)
  -  Médaillé d'argent du kilomètre
  -  Médaillé de bronze de la vitesse

### Championnats de Nouvelle-Zélande
- 2006
  -  Champion de Nouvelle-Zélande de vitesse juniors
- 2012
  -  Champion de Nouvelle-Zélande du keirin
- 2013
  -  Champion de Nouvelle-Zélande du kilomètre
  -  Champion de Nouvelle-Zélande du keirin
  -  Champion de Nouvelle-Zélande de vitesse par équipes (avec Sam Webster et Ethan Mitchell)
- 2014
  -  Champion de Nouvelle-Zélande du kilomètre
- 2016
  -  Champion de Nouvelle-Zélande du kilomètre

## Palmarès en cyclisme sur route
- 2004
  - 3e du championnat de Nouvelle-Zélande sur route débutants

## Palmarès en régate
- 2017
  - Coupe de l'America
- 2021
  - Coupe de l'America